# Oscar Cullmann
Oscar Cullmann (Straatsburg, 25 februari 1902 – Chamonix, 16 januari 1999) was een 20e-eeuwse lutherse theoloog, die vooral herinnerd wordt om zijn oecumenische werk.

## Biografie
Cullmann werd geboren in Straatsburg, dat destijds behoorde aan Duitsland, in een liberaal luthers gezin. Hij studeerde in diezelfde stad en aan de Sorbonne in Parijs. Na zijn studie ging hij doceren aan de universiteit van Straatsburg. Daar doceerde hij Grieks, Nieuwe Testament en vroege kerkgeschiedenis. Hij deed dat van 1927 tot 1938, om vervolgens aangesteld te worden aan de universiteit van Bazel als hoogleraar Nieuwe Testament. Cullmann zou in Bazel werken tot aan zijn pensioen op 70-jarige leeftijd in 1972. Vanaf 1948 was hij tevens professor aan de Sorbonne en gaf hij les aan de École pratique des hautes études van Parijs en in Rome. In 1954 wees Cullmann een aanbod af van de universiteit van Marburg om daar Rudolf Bultmann op te volgen.
Al in de jaren 20 van de twintigste eeuw raakte Cullmann betrokken bij gesprekken met rooms-katholieken en oosters-orthodoxen, in een tijd waarin de moderne oecumenische beweging nog in de kinderschoenen stond. Deze oecumenische houding leidde ertoe dat hij werd uitgenodigd als waarnemer bij het Tweede Vaticaans Concilie.

## Theologie
Cullmann staat bekend om zijn boeken over het tijdsbegrip van de Bijbel. De Bijbel gaat volgens Cullmann uit van een lineaire tijd. Hij ageerde daarmee tegen het heersende idee in de Kerk dat de term eeuwigheid tijdloos betekent. Volgens Cullmann moet het woord echter worden opgevat als tijd zonder einde. Dit lijkt wellicht een klein verschil, maar het betekent dat de tijd is opgebouwd uit periodes, waarvan de eeuwigheid slechts één is. Daarmee staat eeuwigheid niet tegenover tijd, maar in de tijd. Een ander gevolg van Cullmanns stelling over tijd is dat hij niet gelooft in een tijdloze God, maar in een God die handelt binnen een tijd zonder grenzen.
Cullmann sprak van de zogenaamde Heilsgeschichte (Nederlands: heilsgeschiedenis): de geschiedenis van Gods directe ingrijpen in de wereld. Centraal in deze Heilsgeschichte is Christus, vooral door zijn dood en opstanding (zie ook trivia).
In de lijn van de ook door Rudolf Bultmann gebruikte methode van formgeschichte betoogde Cullmann dat de nieuwtestamentische boeken een product zijn van een traditie. Daardoor is het problematisch om de Bijbel boven de traditie te stellen, iets waarvoor protestanten gewoonlijk pleit(t)en. Cullmann vond wel dat de eerste fase van de traditie (dus het Nieuwe Testament) de norm zou moeten zijn voor de verdere en latere traditie.

## Selectie van werken
Gedurende zijn leven schreef Cullmann aan meer dan 100 titels. Hieronder staat slechts een selectie.
- Christus und die Zeit (1946)
- Die Tauflehre des Neuen Testaments (1948)
- Die Christologie des Neuen Testaments (1957)
- Unsterblichkeit der Seele oder Auferstehung der Toten? (1962)
- Heil als Geschichte: Heilsgeschichtliche Existenz im Neuen Testament (1965)
- Le Nouveau Testament (1966)
- Jesus und die Revolutionäre seiner Zeit: Gottesdienst, Gesellschaft, Politik (1970)

## Trivia
- Cullmann bedacht in zijn Christus und die Zeit een bekende analogie betreffende D-day en V-dag: Zoals de geallieerden het lot van nazi-Duitsland al bezegelden op D-day, maar de overwinning pas behaalden op V-dag, zo bezegelde Christus met zijn dood en opstanding al het lot van Satan, maar is de 'strijd tegen het kwaad' nog niet voorbij.[2]
- Cullmann werd in 1960 benoemd tot buitenlands lid van de Koninklijke Nederlandse Akademie van Wetenschappen. Hij werd in zijn leven ook benoemd bij het Institut de France, de British Academy en de Akademie der Wissenschaften und der Literatur in Mainz.[1]
- Cullmann ontving eredoctoraten van de universiteiten van Lausanne, Manchester, Edinburgh, Lund en Debrecen.[1]